# 默里穹
70°42′S 67°12′E / 70.700°S 67.200°E
默里穹（Murray Dome），是南極洲的穹丘，位於麥克羅伯特森地，處於麥肯齊山東南面6公里，屬於查爾斯王子山脈中阿拉米斯山脈的一部分，現時由南極條約體系管理。